# Китові
Кито́ві (Balaenidae) — родина постійноводних ссавців з підряду китовидих (Balaenimorpha, seu Mystacaceti) ряду китоподібні (Cetacea) надряду унгулят (Ungulata), одна з 3-х сучасних родин китовидих.

## Морфологія
Представники родини Китові, на відміну від смугачевих (Balaenopteridae) — тварини з гладеньким черевом, великою головою, без спинного плавця.

## Поширення

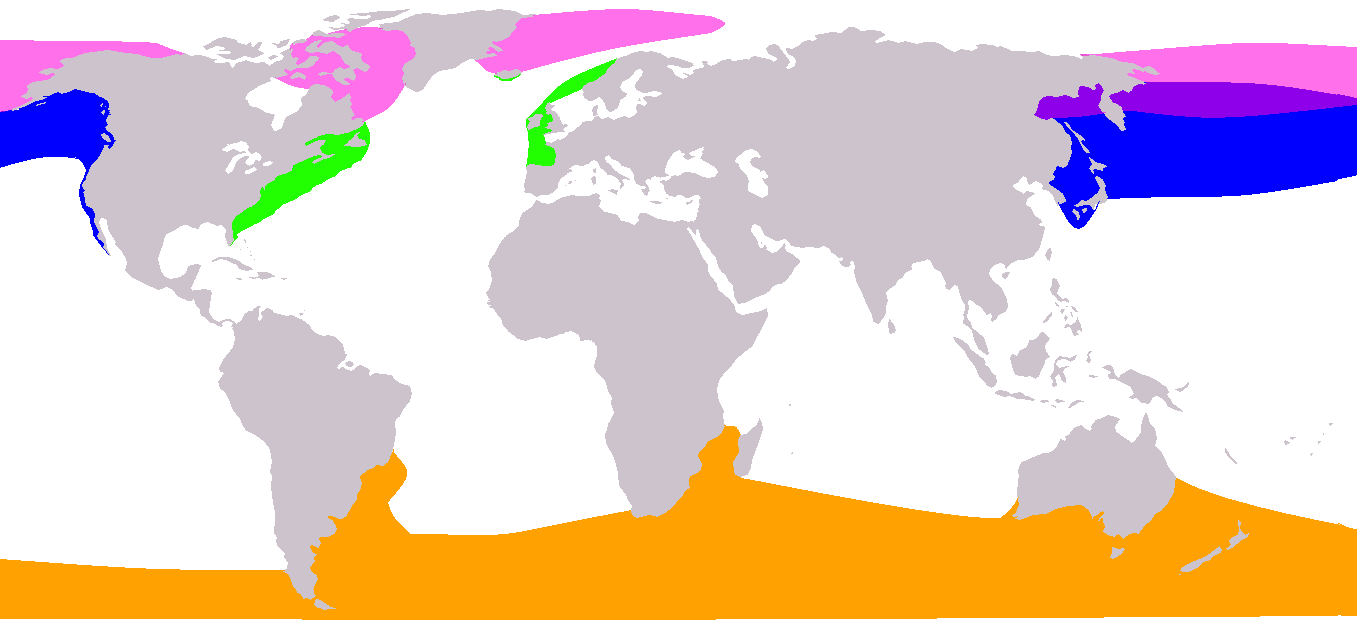
Поширення видів родини Китові
гренландський
японський
атлантичний
південний

Китові — холодолюбні тварини, поширені в помірних широтах і полярних регіонах.
Ареали всіх видів практично не перекриваються, тобто всі китові є алопатричними.

## Систематика
Типовий рід родини — кит (Balaena). Китові — одна з трьох родин сучасних китовидих: Balaenidae, Balaenopteridae, Cetotheriidae.

### Давні поширені класифікації
Раніше до родини відносили три роди:
- рід Balaena (вкл. Balaena mysticetus — Кит гренландський)
- рід Eubalaena (вкл. Eubalaena glacialis — Кит атлантичний)
- рід Neobalaena (вкл. Neobalaena marginata — Кит карликовий).

В останніх оглядах з систематики останній рід розглядають розглядають як представника окремої родини Cetotheriidae й позначають як Caperea (вид Caperea marginata).

### Вимерлі роди
До цієї родини відносять також кільки вимерлих родів:

†Antwerpibalaena

†Archaeobalaena

†Balaenella

†Balaenula

†Balaenotus

†Idiocetus

†Mesoteras

†Morenocetus

†Peripolocetus

†Protobalaena

### Сучасні роди і видовий склад
За останнім зведенням "Види ссавців світу" (2005) у складі родини розрізняють два роди, які поділяють на 4 види (один вид роду Balaena та три види роду Eubalaena):
- рід Balaena  — кит
  - вид Balaena mysticetus  — Кит гренландський (дослівно "кит вусатий")
- рід Eubalaena — китовець, або південний кит
  - вид Eubalaena australis
  - вид Eubalaena glacialis
  - вид Eubalaena japonica

### Кладограма
|  | Eubalaena glacialis                                                        |
|  |                                                                            |
|  | \| \| Eubalaena japonica \| \| \| \| \| \| Eubalaena australis \| \| \| \| |
|  |                                                                            |
|  | Eubalaena japonica                                                         |
|  |                                                                            |
|  | Eubalaena australis                                                        |
|  |                                                                            |

|  | Eubalaena japonica  |
|  |                     |
|  | Eubalaena australis |
|  |                     |

|  | Eubalaena glacialis                                                        |
|  |                                                                            |
|  | \| \| Eubalaena japonica \| \| \| \| \| \| Eubalaena australis \| \| \| \| |
|  |                                                                            |
|  | Eubalaena japonica                                                         |
|  |                                                                            |
|  | Eubalaena australis                                                        |
|  |                                                                            |

|  | Eubalaena japonica  |
|  |                     |
|  | Eubalaena australis |
|  |                     |